# Liste der Baudenkmäler in Kirchanschöring
Auf dieser Seite sind die Baudenkmäler in der oberbayerischen Gemeinde Kirchanschöring zusammengestellt. Diese Tabelle ist eine Teilliste der Liste der Baudenkmäler in Bayern. Grundlage ist die Bayerische Denkmalliste, die auf Basis des Bayerischen Denkmalschutzgesetzes vom 1. Oktober 1973 erstmals erstellt wurde und seither durch das Bayerische Landesamt für Denkmalpflege geführt wird. Die folgenden Angaben ersetzen nicht die rechtsverbindliche Auskunft der Denkmalschutzbehörde.

## Baudenkmäler nach Ortsteilen

### Kirchanschöring
| Lage                      | Objekt                           | Beschreibung | Akten-Nr.             | Bild                             |
| ------------------------- | -------------------------------- | --- | --------------------- | -------------------------------- |
| Achenstraße 4 (Standort)  | Kleinanwesen                     | mit Blockbau-Obergeschoss und Giebellaube, im verschalten Giebelfeld bezeichnet mit dem Jahr 1710. | D-1-89-127-2 Wikidata | Kleinanwesen                     |
| Dorfplatz 6 (Standort)    | Gasthof Felber                   | stattlicher, im Kern barocker Bau, am Portal bezeichnet mit dem Jahr 1819, Dach um 1900 erneuert, Stall mit Kreuzgratgewölben um 1860. | D-1-89-127-3 Wikidata | BW                               |
| Kirchplatz 3 (Standort)   | Ehemaliger Gasthof (Saliterwirt) | stattlicher Bau mit weitem Vordach und reicher Putzgliederung, Anfang 19. Jahrhundert, erneuert im späten 19. Jahrhundert und um 1995/2000. | D-1-89-127-4 Wikidata | Ehemaliger Gasthof (Saliterwirt) |
| Kirchplatz 4 (Standort)   | Ehemaliges Bauernhaus            | mit Mittertenne und Widerkehr, Wohnteil massiv mit Putzgliederung und Quergiebel-Anbau, Türgewände bezeichnet mit dem Jahr 1841, neubarocker schmiedeeiserner Balkon, nach 1900, Stall mit Böhmischen Kappen.                                          | D-1-89-127-5 Wikidata | weitere Bilder                   |
| Kirchplatz 7 (Standort)   | Kleinhaus, ehemalige Schusterei  | mit Blockbau-Obergeschoss und traufseitiger Laube, unter der Firstpfette Taubenkobel, 18. Jahrhundert, weitgehend modern erneuert. | D-1-89-127-6 Wikidata | weitere Bilder                   |
| Kirchplatz 8 (Standort)   | Katholische Kirche St. Michael   | Saalbau von 1881/85, Turm und Teile der Langhausmauern spätgotisch; mit Ausstattung. | D-1-89-127-1 Wikidata | weitere Bilder                   |
| Kirchplatz 8 (Standort)   | Heiligennische                   | mit Figur des hl. Johann Nepomuk, Ende 18. Jahrhundert; in der östlichen Friedhofsmauer. | D-1-89-127-9 Wikidata | BW                               |
| Rathausplatz 2 (Standort) | Ehemaliges Bauernhaus            | jetzt Gemeindeamt, Wohnteil mit Blockbau-Obergeschoss, Giebelbundwerk und zwei verbretterten Lauben, zweite Hälfte 18. Jahrhundert; zweigeschossiger, in Form eines Hakenschopfs angesetzter Getreidekasten, am Türsturz bezeichnet mit dem Jahr 1736. | D-1-89-127-7 Wikidata | Ehemaliges Bauernhaus            |

### Roth
| Lage                        | Objekt                                   | Beschreibung | Akten-Nr.              | Bild |
| --------------------------- | ---------------------------------------- | --- | ---------------------- | ---- |
| Am Obstanger 7 (Standort)   | Bauernhaus mit Widerkehr und Hakenschopf | zweieinhalbgeschossiger Wohnteil aus Schlackenstein, um 1860, Hochlaube erneuert, Widerkehr Anfang 20. Jahrhundert.           | D-1-89-127-45 Wikidata | BW   |
| Am Obstanger 11 (Standort)  | Kleinbauernhaus mit kurzer Widerkehr     | massiver Wohnteil mit Giebelbundwerk, um 1800.                                                                                | D-1-89-127-46 Wikidata | BW   |
| Rother Straße 42 (Standort) | Kleinanwesen mit Hakenschopf             | zweigeschossiger Blockbau mit verbretterter Giebellaube und Taubenkobel unter der Firstpfette, zweite Hälfte 18. Jahrhundert. | D-1-89-127-47 Wikidata | BW   |

### Rothanschöring
| Lage                           | Objekt                | Beschreibung | Akten-Nr.              | Bild        |
| ------------------------------ | --------------------- | --- | ---------------------- | ----------- |
| Weingartenstraße 2 (Standort)  | Ehemaliges Bauernhaus | mit Mittertenne und Hakenschopf, Wohnteil in Blockbau mit zwei Bretterlauben, im Kern Mitte 17. Jahrhundert, Blockbau-Kniestock, Giebelbundwerk, und Taubenkobel von 1785 (an der Firstpfette bezeichnet mit dem Jahr); zweigeschossiger Getreidekasten mit umlaufender Laube, am Türsturz bezeichnet mit dem Jahr 1724, aus Petting transferiert. | D-1-89-127-48 Wikidata | BW          |
| Weingartenstraße 6 (Standort)  | Bauernhaus            | mit Mittertenne und doppelter Widerkehr, Blockbau-Wohnteil im Kern Mitte 17. Jahrhundert, Balusterlaube, Giebelbundwerk und Dach um 1800, Putz der ersten Hälfte des 18. Jahrhunderts bis auf Kartusche über der Laubentür entfernt, Widerkehr um 1900.                                                                                            | D-1-89-127-49 Wikidata | BW          |
| Weingartenstraße 39 (Standort) | Parallelhof           | lang gestrecktes Wohnstallhaus mit Querfletz, Blockbau-Obergeschoss, umlaufender Laube und Giebelbundwerk, bezeichnet mit dem Jahr 1761; stattlicher Bundwerkstadel mit Quertenne und Böhmischen Kappen, um 1860/80, sowie einbezogenem zweigeschossigem Getreidekasten, bezeichnet mit dem Jahr 1686.                                             | D-1-89-127-51 Wikidata | Parallelhof |

### Weitere Ortsteile
| Lage                                       | Objekt                                   | Beschreibung | Akten-Nr.              | Bild               |
| ------------------------------------------ | ---------------------------------------- | --- | ---------------------- | ------------------ |
| Bannmühle, Mühlenstraße 41 (Standort)      | Wohnhaus der Bannmühle                   | dreigeschossiger Massivbau, am Türgewände bezeichnet mit dem Jahr 1788; in firstgleicher Verlängerung Mühlengebäude, zweite Hälfte 19. Jahrhundert; mit Ausstattung; zugehörig Sägewerk, Holzständerbau, Anfang 20. Jahrhundert. | D-1-89-127-58 Wikidata | BW                 |
| Bannmühle, Nähe Mühlenstraße (Standort)    | Kleiner gemauerter Bildstock             | 19./20. Jahrhundert; nördlich der Mühle. | D-1-89-127-10 Wikidata | BW                 |
| Breitwies, Nähe Mühlenstraße (Standort)    | Bildstock                                | gemauerter Pfeiler mit Laterne und Satteldach, wohl 18. /19. Jahrhundert. | D-1-89-127-59 Wikidata | BW                 |
| Dürnberg 3 (Standort)                      | Bauernhaus                               | mit doppelter Widerkehr, Wohnteil mit gemauertem Erdgeschoss von 1829 (bezeichnet mit dem Jahr), Obergeschoss aus Schlackenstein, Hochlaube und Dach 1923. | D-1-89-127-12 Wikidata | BW                 |
| Dürnberg 6 (Standort)                      | Wohnteil des ehemaligen Bauernhauses     | mit Blockbau-Obergeschoss, Giebelbundwerk und umlaufender Bretterlaube, Ende 18. Jahrhundert. | D-1-89-127-13 Wikidata | BW                 |
| Eschelbach 6 (Standort)                    | Bauernhaus                               | mit Widerkehr, massiver Wohnteil, im Kern um 1800, erweitert und überformt 1926 (am Eingang bezeichnet mit dem Jahr), Widerkehr um 1900, zugehörig Zuhaus aus Schlackenstein mit Stadelteil, am Oberlicht bezeichnet mit dem Jahr 1903. | D-1-89-127-60 Wikidata | BW                 |
| Eschelbach 15 (Standort)                   | Kleinbauernhaus                          | Wohnteil mit Blockbau-Obergeschoss und umlaufender Laube, im Kern zweite Hälfte 18. Jahrhundert, Kniestock, Dach und Mantellaube um 1930. | D-1-89-127-15 Wikidata | BW                 |
| Eschelbach (Standort)                      | Hofkapelle                               | im Innern bezeichnet mit dem Jahr 1915; mit Ausstattung. | D-1-89-127-14 Wikidata | BW                 |
| Frohnholzen 39 (Standort)                  | Kleinhäusl                               | ehemaliges Kohlenbrennerhaus, mit verschaltem Blockbau-Obergeschoss, im Kern 18. Jahrhundert, modern erneuert. | D-1-89-127-16 Wikidata | BW                 |
| Güßhübel 2 (Standort)                      | Bauernhaus                               | mit doppelter Widerkehr, Wohnteil zweigeschossiger Blockbau, im Kern wohl 17. Jahrhundert, Blockwände Anfang 20. Jahrhundert teilweise durch Bruchsteinmauerwerk ersetzt sowie Dach erneuert | D-1-89-127-18 Wikidata | BW                 |
| Hausen 2 (Standort)                        | Hofkapelle                               | Nagelfluhbau, erbaut 1901; mit Ausstattung. | D-1-89-127-21 Wikidata | BW                 |
| Herrnöd 2 (Standort)                       | Hofkapelle                               | am Altargitter bezeichnet mit dem Jahr 1854; mit Ausstattung. | D-1-89-127-24 Wikidata | Hofkapelle         |
| Hipflham 11 (Standort)                     | Bauernhaus                               | mit Mittertenne und doppelter Widerkehr, Wohnteil mit Blockbau-Obergeschoss und Giebelbundwerk, umlaufender Laube und Hochlaube, Ende 18. Jahrhundert, Stall mit Böhmischen Kappen, zweite Hälfte 19. Jahrhundert; Bundwerkstadel, Ende 18. Jahrhundert, im Obergeschoss stattlicher Getreidekasten, um 1700. | D-1-89-127-25 Wikidata | BW                 |
| Hof (Standort)                             | Bauernhofmuseum                          | Nachgebildeter Einfirsthof mit Mittertenne und Hakenschopf, Wohnteil mit Blockbau-Obergeschoss, bezeichnet mit dem Jahr 1811, aus Hötzling (Lkr. Berchtesgadener Land) transferiert; Obergeschoss eines stattlichen Getreidekastens aus Herrnöd, wohl 18. Jahrhundert; zweigeschossiger Getreidekasten von Stadel überbaut, Türblatt bezeichnet mit dem Jahr 1594; Brechelbad, zum Teil Blockbau, aus Dürnberg, um 1800. | D-1-89-127-26 Wikidata | Bauernhofmuseum    |
| Horn 2; Horn 4 (Standort)                  | Kapelle im Gutshof                       | Bau mit eingezogener polygonaler Apsis und Dachreiter, neugotisch, erbaut 1856/57; mit Ausstattung. | D-1-89-127-27 Wikidata | Kapelle im Gutshof |
| Kirchstein, Kirchenweg 14 (Standort)       | Katholische Kirche St. Ägidius           | Saalbau mit eingezogenem polygonalem Chor und hohem Westturm aus Tuffstein, spätgotisch, Mitte 15. Jahrhundert; mit Ausstattung. | D-1-89-127-28 Wikidata | weitere Bilder     |
| Kirchstein, Leonhardistraße 1 (Standort)   | Getreidekasten                           | Im Garten kleiner, wieder aufgestellter Getreidekasten, wohl 17./18. Jahrhundert. | D-1-89-127-29 Wikidata | BW                 |
| Kronwitt (Standort)                        | Hofkapelle                               | Bau mit eingezogener Apsis, um 1870/80; mit Ausstattung; zu Haus Nr. 6 gehörig. | D-1-89-127-30 Wikidata | BW                 |
| Lackenbach, Götzinger Straße 57 (Standort) | Bauernhaus                               | mit Mittertenne und doppelter Widerkehr, Wohnteil massiv mit Blockbau-Kniestock, Giebelbundwerk und Giebellaube, Fletztürgewände bezeichnet mit dem Jahr 1808, Wirtschaftsteil modern erneuert. | D-1-89-127-31 Wikidata | BW                 |
| Lampoding, Dorfstraße 7 (Standort)         | Bauernhaus                               | mit Mittertenne und Widerkehr, Wohnteil massiv mit Blockbau-Kniestock und Giebelbundwerk, Firstpfette bezeichnet mit dem Jahr 1798, Widerkehr um 1900. | D-1-89-127-32 Wikidata | BW                 |
| Lampoding, Dorfstraße 17 (Standort)        | Gasthaus                                 | ehemaliges Pfleggericht, zweigeschossiger Walmdachbau, Kern wohl 16./17. Jahrhundert, um Mitte 19. Jahrhundert verändert, im Keller Gewölbe und ehemaligen Gefängniszellen; weitgehend modern erneuert. | D-1-89-127-33 Wikidata | BW                 |
| Lampoding, Dorfstraße 25 (Standort)        | Bauernhaus                               | mit Widerkehr, zweigeschossiger Wohnteil mit Putzgliederung, erbaut nach 1800, überstehendes Schopfwalmdach und Hochlaube um 1840/50, Widerkehr mit Preußischen Kappen und Längstenne, um 1900. | D-1-89-127-34 Wikidata | BW                 |
| Lampoding, Eichetweg 10 (Standort)         | Kapelle Maria Loreto                     | (Eichetkapelle), barock, um 1731; mit Ausstattung. | D-1-89-127-35 Wikidata | weitere Bilder     |
| Leiharting, Erlet (Standort)               | Hofkapelle                               | kleiner Rechteckbau mit eingezogener Apsis, erbaut 1849; mit Ausstattung; südöstlich von Leiharting, zugehörig zum Haunerdinger. | D-1-89-127-36 Wikidata | BW                 |
| Milzham 2 (Standort)                       | Bauernhaus                               | mit Widerkehr und Hakenschopf, Wohnteil mit Blockbau-Obergeschoss, Laube und Giebelbundwerk, Ende 18. Jahrhundert, hölzernes Türgewände bezeichnet mit dem Jahr 1841. | D-1-89-127-37 Wikidata | BW                 |
| Pölln (Standort)                           | Hofkapelle                               | Rechteckbau mit eingezogener Apsis und Dachreiter, neuromanisch, erbaut 1910; mit Ausstattung; zu Haus Nr. 1 gehörig. | D-1-89-127-39 Wikidata | weitere Bilder     |
| Pölln 1 (Standort)                         | Stattlicher Dreiseithof                  | Wohnstallhaus mit reicher Putzgliederung, Kniestock und schmiedeeisernem Hochbalkon, Türgewände bezeichnet mit dem Jahr 1897, Nordflügel in Tuffmauerwerk mit Ziegelelementen, Türsturz bezeichnet mit dem Jahr 1905, Wirtschaftstrakt (Westflügel) mit unter Arkaden durchlaufender Tenne. | D-1-89-127-38 Wikidata | weitere Bilder     |
| Redl 5 (Standort)                          | Bauernhaus                               | mit Mittertenne und doppelter Widerkehr, Wohnteil zweigeschossiger Schlackensteinbau mit Kniestock, am Türgewände bezeichnet mit dem Jahr 1907; Backhaus aus Schlackenstein, um 1900; zweigeschossiger Getreidekasten, wohl 17. Jahrhundert, Türsturz bezeichnet mit dem Jahr 1834, von modernem Stadel überbaut. | D-1-89-127-40 Wikidata | BW                 |
| Reichersdorf 4 (Standort)                  | Ehemaliger Pfarrhof von Petting          | dreigeschossiges Wohnhaus mit Walmdach, reicher Putzgliederung und Sandsteinportal, 1783, im Kern älter; äußerst stattlicher zweigeschossiger Getreidekasten, größtenteils verbrettert, mit Schopfwalmdach, an der Firstpfette bezeichnet mit dem Jahr 1747. | D-1-89-127-41 Wikidata | weitere Bilder     |
| Reichersdorf 6 (Standort)                  | Pfarrhofkirche St. Anna                  | neugotisch umgestaltet 1854/55, auf älterer baulicher Grundlage um 1500; mit Ausstattung. | D-1-89-127-42 Wikidata | weitere Bilder     |
| Reschberg 2 (Standort)                     | Bauernhaus                               | mit Mittertenne und doppelter Widerkehr, Wohnteil mit Blockbau-Obergeschoss, verbretterter Laube und Giebelbundwerk, Ende 18. Jahrhundert, Dachstuhl angehoben um 1920, Widerkehr Anfang 20. Jahrhundert. | D-1-89-127-43 Wikidata | BW                 |
| Schwaig 1 (Standort)                       | Bauernhaus                               | Wohnteil aus Schlackensteinen mit Ziegelbändern, am Türgewände bezeichnet mit dem Jahr 1905. | D-1-89-127-52 Wikidata | BW                 |
| Voglaich (Standort)                        | Hofkapelle                               | kleiner Rundbau mit geschweifter Zwiebelhaube, am Altargitter bezeichnet mit dem Jahr 1749; mit Ausstattung; zu Haus Nr. 4 gehörig. | D-1-89-127-54 Wikidata | Hofkapelle         |
| Voglaich (Standort)                        | Ehemalige Hammerschmiede                 | eineinhalbgeschossiger Massivbau mit mittelsteilem Vier-Pfettendach und außen liegender Treppe, im Kern um 1800, umgestaltet um 1930; mit Ausstattung; westlich des Hofes Nr. 4. | D-1-89-127-61 Wikidata | BW                 |
| Voglaich 4 (Standort)                      | Stattliches Bauernhaus                   | mit doppelter Widerkehr, Wohnteil zweigeschossig mit Lünettenkniestock, Türgewände bezeichnet mit dem Jahr 1856, Hochlaube modern erneuert, Wirtschaftsteil um 1880. | D-1-89-127-53 Wikidata | BW                 |
| In Wolkersdorf (Standort)                  | Hofkapelle                               | Rechteckbau mit eingezogener polygonaler Apsis, erbaut 1892/93, geweiht 1895; mit Ausstattung; zu Haus Nr. 5 gehörig. | D-1-89-127-55 Wikidata | weitere Bilder     |
| Wolkersdorf 19 (Standort)                  | Ehemaliges Bauernhaus                    | Wohnteil mit Blockbau-Obergeschoss und verbretterter Giebellaube, im Kern wohl erste Hälfte 17. Jahrhundert. | D-1-89-127-56 Wikidata | BW                 |
| Zeifen 2 (Standort)                        | Bauernhaus des ehemaligen Mühlenanwesens | stattlicher Wohnteil mit Blockbau-Obergeschoss und zum Teil ursprünglichen Fensteröffnungen, Giebellaube reduziert, im Kern 1557 (dendro.dat.), aufgedoppelte Sterntür bezeichnet mit dem Jahr 1838, Stall-/Stadelteil mit Widerkehr um 1800. | D-1-89-127-57 Wikidata | BW                 |